# Roland Fahlin
Ture Roland Fahlin, född 8 november 1938 i Sura församling, Västmanlands län, är en svensk företagsledare. Fahlin blev 1986 VD för Ica AB och Ica förbundet. I maj 2001 lämnade Roland Fahlin ordförande- och vd-skapet för Ica och blev ledamot av Royal Aholds styrelse. Han har suttit i styrelserna för bl a Handelsbanken, Skandia, Ratos, SJ, Royal Ahold, samt varit ordförande i Svensk Handel, IFL, Institutet för ledarutveckling, och i ett antal ledande internationella branschorgan.
Han mottog år 2000 Ekonomiska forskningsinstitutet vid Handelshögskolan i Stockholms årliga pris, kallat SSE Research Award (tidigare EFI Research Award) till personer som "aktivt bidragit till att skapa goda förutsättningar för forskning inom de administrativa och ekonomiska vetenskaperna"Utsågs till hedersdoktor vid Handelshögskolan 2011. 
Utgav 2018 boken Det omöjliga jobbet? På GML förlag.

## Utmärkelser
- Ekonomie hedersdoktor vid Handelshögskolan i Stockholm (ekon. dr. h.c.) 2011